# Centre d'astronomie de La Couyère
Le centre d’astronomie de La Couyère est un observatoire astronomique situé à La Couyère (Ille-et-Vilaine), à 35 km de Rennes. 
Classé parmi les 12 sites d’observation exceptionnels en France depuis 2018, le centre d’astronomie bénéficie d’un ciel sans pollution lumineuse et protégé sur un périmètre de 10 km.

## Le centre d’astronomie
Le centre d’astronomie accueille une coupole de 5 mètres, équipée d’instruments d’observations et de mesures pilotés par informatique. Il comprend également deux coupoles plus petites abritant un télescope C11 et une lunette dédiée à l’astrophotographie.
Le centre dispose aussi d’un planétarium numérique de 14 places dédié à des animations pédagogiques.
Le centre d’astronomie est ouvert au public une fois par mois pour des soirées d’observation et d’initiation à l’utilisation du matériel. Des visites sont également organisées pour les scolaires sur réservation.

## La Société d’Astronomie de Rennes
L’observatoire de La Couyère appartient à Bretagne porte de Loire Communauté, qui le met à disposition de la Société d’Astronomie de Rennes (SAR).
L’association, fondée en 1974, rassemble des bénévoles passionnés par l’astronomie, l’astrophysique et l’étude des phénomènes célestes en général. Elle facilite l’étude et la pratique de l’astronomie et des sciences pour ses membres et pour le grand public, tout en travaillant régulièrement avec des professionnels de l’astronomie.

## Le chemin solaire et le chemin de l’univers
Un « chemin solaire » est installé près du centre d’astronomie, dans le bourg de La Couyère. Cette balade reproduit le système solaire à échelle réduite. Elle permet de découvrir le système solaire et d’appréhender les distances entre les planètes : chaque pas fait parcourir au visiteur 10 millions de kilomètres dans l’espace.
Le « chemin de l’univers », qui sera installé au cours de l’année 2021, est une exposition en plein air présentant différents objets observés ou détectés dans l’univers. Il complète le chemin solaire par un travail sur l’appréhension des distances dans l’espace.